# Noreen (inslagkrater)
Noreen is een inslagkrater op de planeet Venus. Noreen werd in 1994 genoemd naar Noreen, een Ierse meisjesnaam.
De krater heeft een diameter van 18,6 kilometer en bevindt zich ten zuiden van Bécuma Mons in het quadrangle Bereghinya Planitia (V-8).